# ポール・N・J・オットソン
ポール・N・J・オットソン（Paul N. J. Ottosson、1966年2月25日 - ）は、スウェーデン出身のレコーディング・エンジニアである。『ハート・ロッカー』でアカデミー録音賞と音響編集賞、『ゼロ・ダーク・サーティ』で音響編集賞を受賞した。

## 受賞歴
| 賞               | 年   | 部門       | 作品名                 | 結果       |
| ---------------- | ---- | ---------- | ---------------------- | ---------- |
| アカデミー賞     | 2004 | 音響編集賞 | スパイダーマン2        | ノミネート |
| アカデミー賞     | 2009 | 音響編集賞 | ハート・ロッカー       | 受賞       |
| アカデミー賞     | 2009 | 録音賞     | ハート・ロッカー       | 受賞       |
| アカデミー賞     | 2012 | 音響編集賞 | ゼロ・ダーク・サーティ | 受賞       |
| 英国アカデミー賞 | 2004 | 音響賞     | スパイダーマン2        | ノミネート |
| 英国アカデミー賞 | 2009 | 音響賞     | ハート・ロッカー       | 受賞       |